# Jochen Berg

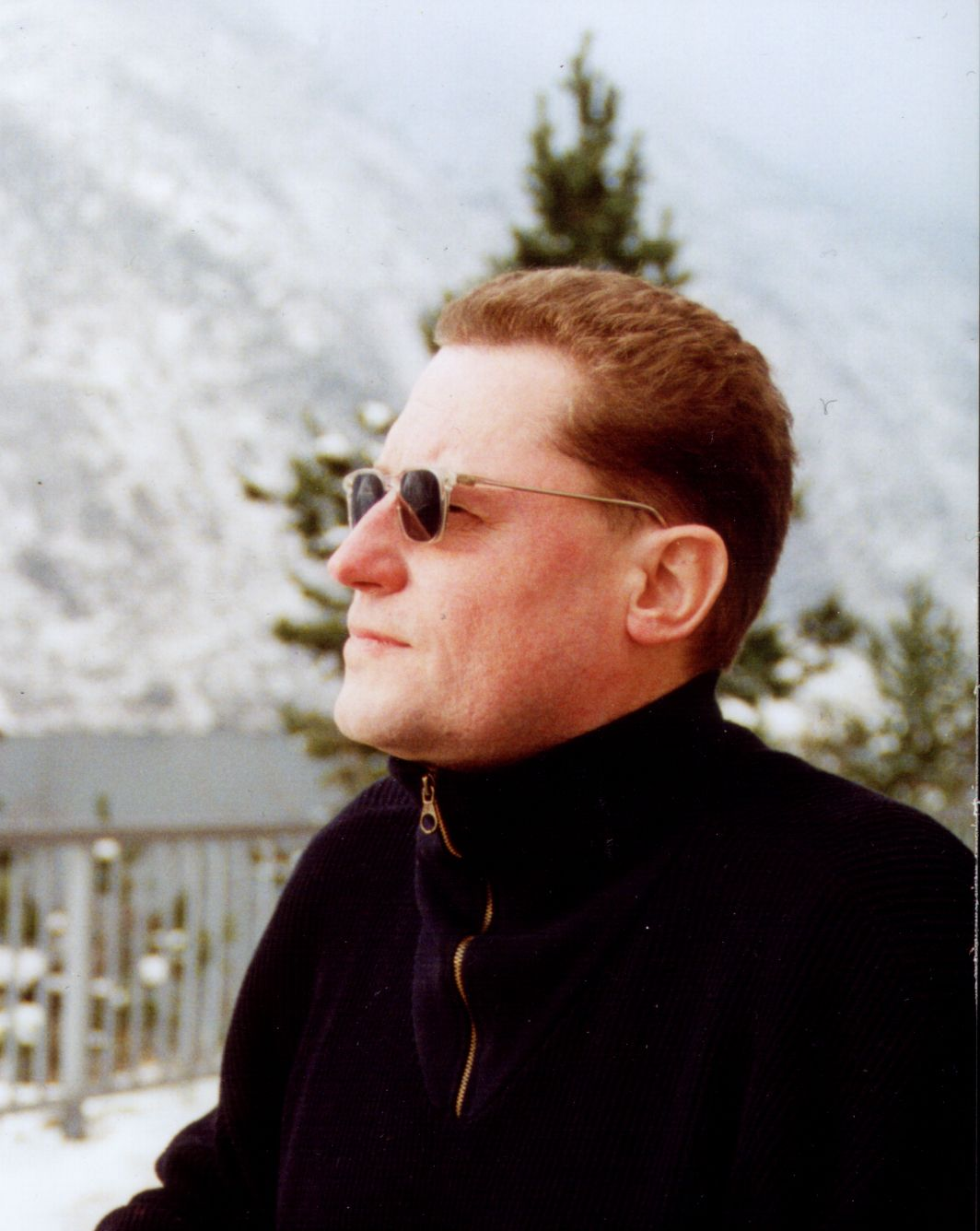
Italienreise 1995

Jochen Berg (* 25. März 1948 in Bleicherode, Thüringen; † 25. Juni 2009 in Berlin) war ein deutscher Schriftsteller.

## Leben
Jochen Berg wuchs in Bleicherode auf. Eine auf Wunsch seiner Eltern im heimischen Kalibergbau angefangene Lehre brach er ab, verdiente sein Geld als Hilfspfleger, begann 1969 eine Ausbildung an der Staatlichen Schauspielschule in Berlin-Niederschöneweide, brach diese nach zwei Jahren ebenfalls ab.
Bereits in seiner Bleicheröder Zeit schrieb er Gedichte und Prosa. Ab 1972 lebte und arbeitete er als freier Schriftsteller in Berlin. Er begann Theaterstücke zu schreiben und wurde 1974 Hausautor am Deutschen Theater in Ost-Berlin. Diese Stelle hatte er bis 1991 inne.
Sein Hauptwerk, die Tetralogie, bestehend aus 3 Tragödien (Niobe, Klytaimestra, Im Taurerland) und einem Satyrspiel (Niobe am Sipylos) entstand zwischen 1975 und 1979.
Hansgünther Heyme hat 1985 am Württembergischen Staatstheater Stuttgart alle 4 Stücke uraufgeführt. 1986 brachte sie Holk Freytag in einer fulminanten Aufführung an einem Abend auf die Wuppertaler Bühne.
Die Aufführungsrechte dieser Stücke liegen beim Drei-Masken-Verlag, die Buchverlagsrechte bei der Edition Vogelmann.
1979/80 entstand im Auftrag des Württembergischen Staatstheaters Stuttgart die Tragödie Die Phönizierinnen des Euripides. Sie wurde dort 1981 uraufgeführt.
1991 produzierte der  Göttinger Steidl-Verlag die CD Die Engel – Vier Kurz-Opern (Musik: Ulrich Gumpert), entstanden 1983–1989.
Darüber hinaus schrieb er 1989/90 seine Gegenwarts-Tragödie Fremde in der Nacht diese basierte auf dem Jungen Schauspieler Yannick Mast.  Die Uraufführung fand 1992 in der Regie Frank Castorfs an der Berliner Volksbühne statt.
Neben Dramatik schrieb Berg Gedichte und Essays, die z. T. über Zeitungen, Zeitschriften und Radiosender publiziert wurden.
Jochen Berg war außerdem Autor der im Berliner BasisDruck-Verlag erscheinenden Zeitschriften  Sklaven (von 1994 bis 1999) und Gegner (seit 1999).

## Kritik
„Zeichen der Zeit in Deutschland sind Haß und Gewalt gegenüber Fremden. Gut, wenn das Theater dazu seine humanistische Stimme erhebt. Beifall.“

„Als Autor von Stücken, Prosa, Opernlibretti, Filmtexten gehört er zu den Hochbegabten, die sich leichtem Verständnis und flotter Sympathie entziehen.“

„1996 schreibt Berg in der Pose des Dichters mit der Hand in deutlich lesbaren Versalien seinen ‚Künstlerischen Werdegang‘. Darin heißt es: ‚1976 – Verbot der Aufführung des Stückes Dave am Deutschen Theater. 1977 – Verbot der Aufführung meiner Iphigenie-Adaption (Regie Alexander Lang) am Deutschen Theater. Die Verbotsmaßnahme erweitert sich auf alle weiteren Stücke von mir für sämtliche Bühnen der DDR, so daß bis zum Ende des Staates keine Uraufführungen mehr zustande kamen.‘ Es gehörte zum guten Ton, ‚verboten‘ zu sein. Das hört sich anders an als ‚nicht gespielt‘. Es wird weder Jochen Berg noch seinen besten Stücken gerecht, wenn man diese von ihm verbreitete und von anderen süffisant weitergetragene Legende unwidersprochen stehen läßt.“

„Gospel- und Punk-Kompositionen. –
Jetzt, in der Jubiläumsausgabe, hat der Pianist Ulrich Gumpert auf sehr kluge Weise an das Potenzial erinnert, dass die DDR auf Jazz-Terrain mitbrachte in die neue Einheit – er hat die gemeinsam mit dem 2009 früh verstorbenen Dramatiker Jochen Berg erarbeiteten Kurz-Opern unter dem Titel ‚Die Engel‘ wieder aufgeführt: ein Ereignis zwischen den Welten von Jazz und Literatur.“

## Werke

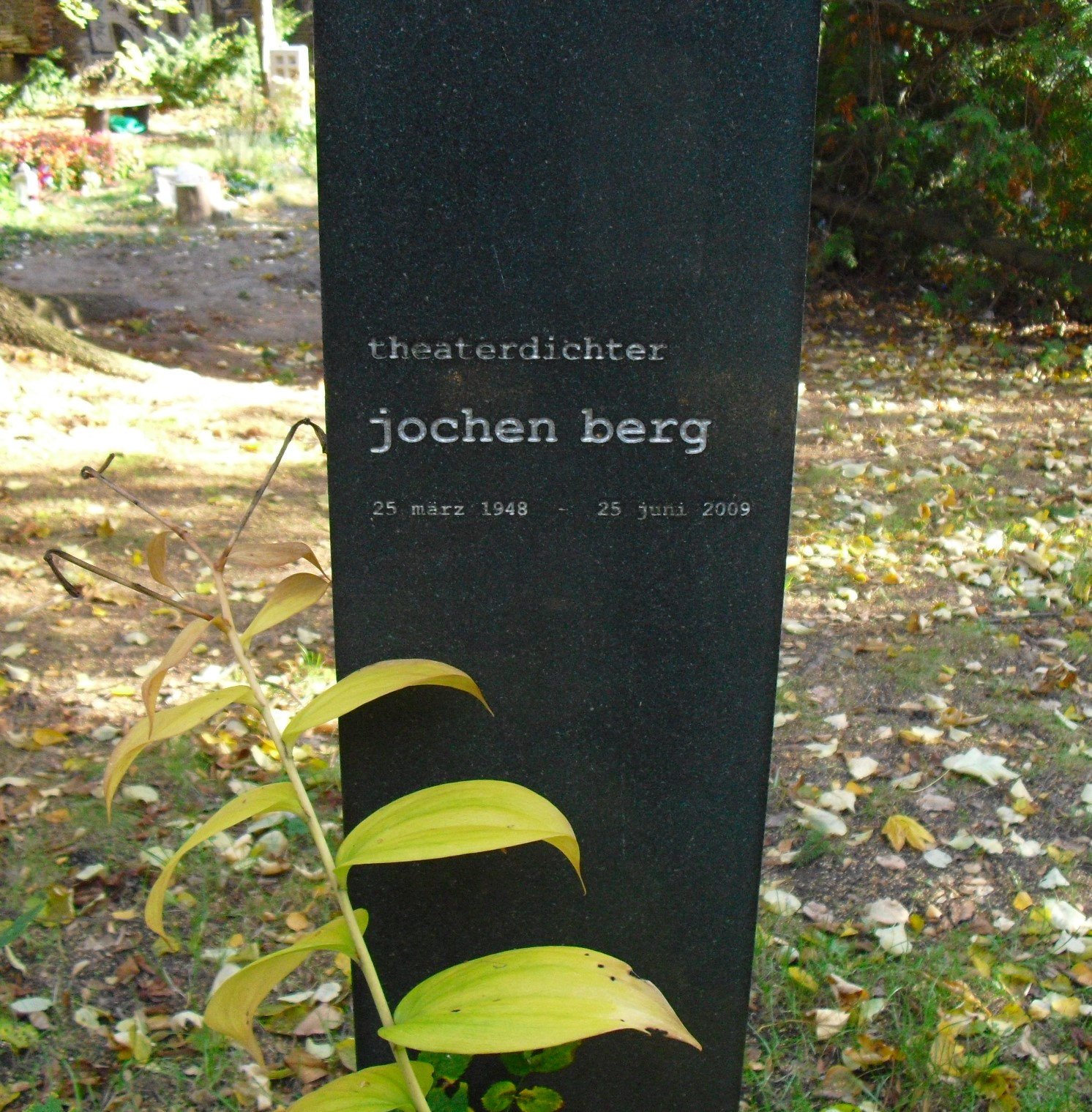
Jochen Bergs Grabstein auf dem Neuen Friedhof St. Marien-St. Nikolai

- Tetralogie, bestehend aus 3 Tragödien (Niobe, Klytaimestra, Im Taurerland) und einem Satyrspiel (Niobe am Sipylos) – 1985 [Edition Vogelmann], Meerbusch bei Düsseldorf
- Strephart, Komödie
- Siegfriedidyll. Das Minenfeld, Hörspiel, Regie: Wolfgang Rindfleisch, Funkhaus Berlin 1991
- Die Engel – Vier Kurz-Opern (Musik: Ulrich Gumpert) – 1991 Steidl Verlag, Göttingen (2 CD)
- Fremde in der Nacht, Volksbühne Berlin im Kino Babylon 1992, Regie: Frank Castorf
- Herr Graf, Herr Graf, wo ist ihr Bauer? Die Wahrheit zu Pferde – Tolstoi, Radioessay mit Eberhard Esche u. a., Regie: Wolfgang Rindfleisch, MDR Figaro, Sendung vom 8. September 2003
- Tagesarbeit – 2004 Verlag Distillery, Berlin

## Ton- und Filmdokumente
- Die Beatles – Vergangenes Idol oder lebendiges Erbe?, Diskussion im Radio DDR-Musikklub mit Ingolf Haedicke, Frank Töppe u. a., Diskussionsleitung: Claus Strulick, Aufnahme vom 12. Dezember 1977
- Robert Linke: Dolorosa Überhaupt – Eine Parthenogenese In 7 Penetranzen, Vinyl-LP mit Musiken nach Texten u. a. von Alexander Kluge, Bert Papenfuss-Gorek, Ernst Jünger, Jochen Berg, Lothar Trolle, Sascha Anderson, Walter Benjamin, Edition Die Audionauten im Druckhaus Galrev 1991
- Lampion – c’ est si bon, Dokumentarfilm, Drehbuch und Regie: Günter Kotte, SFB 2001
- Krohn, Jestram, Lippok: Dear Mister Singing Club, CD, mit Musiken zu Texten von Alexander Krohn, Andreas Paul, Bert Papenfuß, Clemens Kuhnert, Jochen Berg, Stefan Döring, Distillery Records 2013